# Хърбърт Дейвънпорт
Хърбърт Джоузеф Дейвънпорт (на английски: Herbert Joseph Davenport) е американски икономист.
Роден е на 10 август 1861 година в Уилмингтън, щата Върмонт. Учи последователно в Харвардския и Лайпцигския университет, Института за политически изследвания в Париж и Южнодакотския университет, а през 1898 година се дипломира в Чикагския университет, където негов преподавател е Торстейн Веблен. От 1902 година преподава в Чикагския университет, от 1908 година – в Мисурийския университет, а от 1916 година до края на кариерата си – в Университета „Корнел“. Той развива собствена икономическа теория, силно повлияна от Австрийската и Лозанската школа, централно място в която заема фигурата на предприемача. Извън академичната си дейност той печели, а след това губи, значително състояние чрез спекулации с недвижими имоти.
Хърбърт Дейвънпорт умира на 15 юни 1931 година в Ню Йорк.